# Stenosphenus penicilliventris
Stenosphenus penicilliventris är en skalbaggsart som beskrevs av Giesbert och Chemsak 1989. Stenosphenus penicilliventris ingår i släktet Stenosphenus och familjen långhorningar. Inga underarter finns listade i Catalogue of Life.